# Jesse Palmer
Jesse James Palmer (* 5. Oktober 1978 in Toronto, Ontario) ist ein kanadischer Fernsehmoderator, Sportkommentator und ehemaliger American-Football-Spieler auf der Position des Quarterbacks, der College Football für die Florida Gators und in der National Football League (NFL) für die New York Giants spielte. 2004 war er Protagonist in der US-amerikanischen Fernsehsendung The Bachelor, deren Moderator er seit 2021 ist.

## Sportkarriere
Palmer wuchs in Nepean, Ontario, einem Vorort von Ottawa, auf. Sein Vater Bill Palmer spielte in den 1970er-Jahren als Linebacker in der Canadian Football League (CFL) unter anderem für die Ottawa Rough Riders. Palmer nahm ein Sportstipendium an, um die University of Florida in Gainesville, Florida, zu besuchen, wo er von 1997 bis 2000 für das Footballteam Florida Gators von Trainer Steve Spurrier spielte. Palmer spielte oft abwechselnd mit Quarterback Doug Johnson und später mit Quarterback Rex Grossman. Als Senior wurde er zu einem der Mannschaftskapitäne gewählt und erhielt den Fergie Ferguson Award der Gators, der den besten Footballspieler in seinem letzten College-Jahr auszeichnet, „der herausragende Führungsqualitäten, Charakter und Mut zeigt“. Er beendete seine vierjährige College-Karriere mit 3.755 Passing Yards.
Palmer schloss sein Studium an der University of Florida im Jahr 2001 mit zwei Bachelor-Abschlüssen ab: einem Bachelor of Arts in Politikwissenschaft vom College of Liberal Arts and Sciences und einem Bachelor of Science in Marketing vom College of Business Administration. Er wurde 1998, 1999 und 2000 in die akademische Ehrenliste der Southeastern Conference aufgenommen.
Im NFL Draft 2001 wurde Palmer in der vierten Runde an Stelle 125 von den New York Giants ausgewählt. In der Saison 2002 und Saison 2003 kam Palmer als Ersatzquarterback für Kerry Collins zu acht Einsätzen für die Giants, davon drei Mal von Anfang an. In seinen acht Einsätzen verzeichnete er 63 Pässe für 562 Yards Raumgewinn und drei Touchdowns bei vier Interceptions. Vor Beginn der Saison 2005 wurde Palmer von den Giants entlassen. Er unterzeichnete dann noch 2005 einen Vertrag bei den San Francisco 49ers, die Palmer aber nach drei Wochen wieder entließen. In der Off-Season heuerten die 49ers ihn wieder an, lösten den Vertrag im August 2006 wieder auf, ohne dass Palmer eingesetzt worden war.
In der Saison 2006 stand Palmer bei den Montreal Alouettes in der Canadian Football League (CFL) unter Vertrag, kam dort aber zu keinem Einsatz. 2007 beendete er seine aktive Sportlerkarriere zugunsten einer Karriere als Analyst für das Fernsehen.

## Fernsehkarriere
Er trat 2004 in der Fernsehsendung The Bachelor auf. Palmer war der erste Profisportler, der in der Fernsehsendung „The Bachelor“ auftrat, und der erste nicht aus den USA stammende Bachelor. Bei der ersten Rosenzeremonie nannte Palmer fälschlicherweise den Namen Katie und meinte damit Karen. Nach Rücksprache mit Moderator Chris Harrison bot Palmer beiden Kandidaten eine Rose an. Er entschied sich schließlich für Jessica Bowlin, aber ihre Beziehung dauerte nach dem Ende der Show nur wenige Monate.
Palmers Karriere als Moderator begann bei Fox Sports Net, wo er Spiele der Arena Football League analysierte. Ende 2005 war er Spiel- und Studioanalyst bei CSTV und arbeitete 2006 bei NFL-Spielen für Fox.
Palmer war auch New Yorker Korrespondent für CTVs Unterhaltungsnachrichtenprogramm eTalk und berichtete über Sport- und Unterhaltungsereignisse, darunter den Super Bowl und die 79. und 80. Oscarverleihung.
Im Jahr 2021 übernahm Palmer zur 26. Staffel die Moderation der US-amerikanischen Ausgabe des Bachelors.

## Persönliches
Palmer ist seit 2020 verheiratet und hat ein Kind.